# Satanstango
Satanstango (Originaltitel: Sátántangó) ist ein Spielfilm des ungarischen Regisseurs Béla Tarr aus dem Jahr 1994.
Der in Schwarzweiß gedrehte Film basiert auf dem gleichnamigen Roman des Autors László Krasznahorkai. Mit einer Laufzeit von 450 Minuten gilt er als einer der längsten Kinofilme aller Zeiten.

## Handlung
In einem halbverlassenen Dorf in der ungarischen Tiefebene ist das Leben der verbliebenen Einwohner von Armut und Perspektivlosigkeit geprägt. Die Nachricht von der baldigen Rückkehr des totgeglaubten Irimiás versetzt die Dorfgemeinschaft in ungeahnte Euphorie. Doch der vermeintliche Erlöser und sein Gefährte Petrina arbeiten verdeckt für die Polizeibehörden und wissen die Naivität der Bewohner geschickt zu nutzen.

## Hintergrund
Der Film besteht aus zwölf Teilen, die den Kapiteln des Romans entsprechen. Charakteristisch für die Arbeit Béla Tarrs sind die extrem langen Einstellungen, die sich meist über mehrere Minuten hinziehen.
Der Film wurde am 8. Februar 1994 in Ungarn uraufgeführt. Seine internationale Premiere feierte er am 18. Februar 1994 im Forum der 44. Berlinale.

## Rezeption
In der alle zehn Jahre unter Filmkritikern durchgeführten Umfrage der Zeitschrift Sight & Sound erreichte Satanstango 2012 Platz 35 auf der Liste der besten Filme aller Zeiten.